# 유준상 (배우)
유준상(劉俊相, 1969년 11월 28일 ~ )은 대한민국의 배우이다.

## 학력
- 1982년 서울언북국민학교 졸업
- 1985년 신천중학교 졸업[2]
- 1988년 대원외국어고등학교 졸업
- 1995년 동국대학교 예술대학 연극영화학과 학사
- 1999년 동국대학교 문화예술대학원 예술학 석사
- 2018년 명지대학교 대학원 영화뮤지컬학과 예술학 석사

## 출연작

### 드라마
- 1995년 SBS 일요아침드라마 《까치네》
- 1995년 SBS 금요드라마 《이가사 크리스티》
- 1996년 SBS 드라마스페셜 《남자대탐험》
- 1996년 MBC 단막극 《MBC 베스트극장 - 냉장고 문을 여는 남자》 ... 재민 역
- 1996년 SBS 월화드라마 《연어가 돌아올 때》 ... 한재준 역
- 1997년 KBS2 주말연속극 《웨딩드레스》
- 1997년 MBC 단막극 《MBC 베스트극장 - 네발자전거》 ... 민수 역
- 1997년 MBC 단막극 《MBC 베스트극장 - 당신이 잠들 때까지》 ... 남자 역
- 1998년 KBS1 특집드라마 《희망여관》
- 1998년 KBS2 단막극 《일요베스트 - 4월의 콘체르토》 ... 준호 역
- 1998년 KBS2 아침드라마 《사랑해서 미안해》
- 1998년 SBS 일일드라마 《7인의 신부》
- 1998년 MBC 6.25특집드라마 《이방인》 ... 범수 역
- 1998년 SBS 창사 6주년 특별기획드라마 《백야 3.98》 ... 국가안전기획부 김진석 역
- 1999년 SBS 주말극장 《젊은 태양》 ... 윤제혁 역
- 1999년 KBS2 미니시리즈 《우리는 길 잃은 작은 새를 보았다》
- 1999년 SBS 아침연속극 《그녀의 선택》
- 1999년 KBS2 단막극 《일요베스트 - 서른 한살의 첫키스》
- 1999년 SBS 아침연속극 《첼로》 ... 박기태 역
- 1999년 MBC 미니시리즈 《마지막 전쟁》 ... 김태중 역
- 1999년 MBC 미니시리즈 《안녕 내 사랑》 ... 송대호 역
- 1999년 KBS2 미니시리즈 《마법의성》 ... 이풍진 역
- 2000년 SBS 설날특집 《백정의 딸》
- 2000년 KBS2 주말연속극 《태양은 가득히》 ... 강민기 역
- 2001년 MBC 일요아침드라마 《어쩌면 좋아》 ... 나기찬 역
- 2001년 KBS2 미니시리즈 《인생은 아름다워》 ... 남정우 역
- 2001년 MBC 주말연속극 《여우와 솜사탕》 ... 봉강철 역
- 2002년 SBS 드라마스페셜 《정》 ... 병수 역
- 2002년 MBC 특별기획드라마 《어사 박문수》 ... 박문수 역
- 2004년 MBC 수목미니시리즈 《결혼하고 싶은 여자》 ... 신준호 역
- 2005년 SBS 광복 60년 대하드라마 《토지》 ... 김길상 역
- 2005년 MBC 수목미니시리즈 《영재의 전성시대》 ... 엄중서 역
- 2007년 SBS 월화드라마 《강남엄마 따라잡기》 ... 서상원 역
- 2012년 KBS2 주말연속극 《넝쿨째 굴러온 당신》 ... 방귀남 역
- 2013년 SBS 주말 특별기획 드라마 《출생의 비밀》 ... 홍경두 역
- 2013년~2014년 SBS 드라마스페셜 《별에서 온 그대》 ... 유 과장 역 (특별출연)
- 2015년 SBS 월화드라마 《풍문으로 들었소》 ... 한정호 역
- 2016년 tvN 월화드라마 《피리부는 사나이》 ... 윤희성 (진짜 피리부는 사나이) 역
- 2016년 MBC 일일특별기획 《워킹 맘 육아 대디》 ... 이문한 역
- 2017년 SBS 월화드라마 《조작》 ... 이석민 역
- 2019년 KBS2 수목드라마 《왜그래 풍상씨》 ... 이풍상 역
- 2020년 JTBC 금토드라마 《우아한 친구들》 ... 안궁철 역
- 2020년 OCN 토일드라마 《경이로운 소문》 ... 가모탁 역
- 2021년 SBS 금토드라마  《펜트하우스 2》 ... 정두만 역 (특별출연)
- 2022년 tvN 토일드라마  《환혼》 ... 박진 역
- 2022년 tvN 토일드라마  《환혼 빛과 그림자》 ... 박진 역
- 2023년 tvN 토일드라마  《경이로운 소문 2: 카운터 펀치》 ... 가모탁 역
- 2025년 채널A 토일드라마 《여행을 대신해 드립니다》 ... 오상식 역

### 영화
- 1999년 《텔 미 썸딩》 ... 김기연 역
- 2000년 《가위》 ... 정욱 역
- 2001년 《빨간 피터의 고백》
- 2003년 《쇼쇼쇼》 ... 산해 역
- 2005년 《나의 결혼 원정기》 ... 농촌작업남 희철 역
- 2007년 《리턴》 ... 강욱한 역
- 2009년 《잘 알지도 못하면서》 ... 고국장 역
- 2009년 《로니를 찾아서》 ... 인호 역
- 2010년 《하하하》 ... 방중식 역
- 2010년 《이끼》 ... 박민욱 검사 역
- 2011년 《세상에서 가장 아름다운 이별》 ... 김근덕 역
- 2011년 《리스트》
- 2011년 《북촌방향》 ... 성준 역
- 2012년 《다른 나라에서》 ... 안전요원 역
- 2012년 《R2B:리턴투베이스》 ... 21 전투비행단 펠콘 편대장 이철희 역
- 2012년 《터치》 ... 박동식 역
- 2012년 《잠베지아: 신비한 나무 섬의 비밀》 ... 텐다이 목소리 역
- 2013년 《누구의 딸도 아닌 해원》 ... 중식 역
- 2013년 《전설의 주먹》 ... 이상훈 역
- 2014년 《표적》 ... 광역수사대 반장 송기철 역
- 2015년 《꿈보다 해몽》 ... 형사 역
- 2015년 《성난 화가》 ... 화가 역
- 2015년 《지금은맞고그때는틀리다》 ... 안성국 역
- 2016년 《고산자, 대동여지도》 ... 흥선대원군 역
- 2016년 《당신자신과 당신의 것》 ... 이상원 역
- 2016년 《내가 너에게 배우는 것들》 ... 그 사람 역 (감독, 각본, 편집)
- 2017년 《신과함께: 죄와 벌》 ... 동료소방관 역
- 2019년 《강변호텔》 ... 병수 역
- 2019년 《아직 안 끝났어》 ... 준상 역 (감독, 각본, 편집)
- 2021년 《스프링 송》 ... 준상 역 (감독)
- 2021년 《깃털처럼 가볍게》 (감독, 단편)
- 2022년 《정직한 후보 2》 ... 대통령 역
- 2023년 《평온은 고요에 있지 않다》 ... 준상 역 (감독)
- 2023년 《소년들》... 최우성 역
- 2023년 《어쩌면 해피엔딩》 ... 제임스 역

### 연극
- 1995년 《여자의 적들》

### 뮤지컬
- 1997년 《Love&Luv》 - 준상 역
- 1998년 《그리스》- 대니 역
- 2001년 《더 플레이》- 갓스 역
- 2004년 《투맨》- 동생 역
- 2005년 《패션 오브 더 레인》
- 2007년 《천사의 발톱》- 일두/이두 역
- 2008년 《더 라이프》- 조조 역
- 2008년 《즐거운 인생》- 범진 역
- 2009년 《삼총사》- 아토스 역
- 2009년 《살인마 잭》- 앤더슨 역
- 2010년 《잭 더 리퍼》- 앤더슨 역
- 2011년 《삼총사》- 아토스 역
- 2011년 《잭 더 리퍼》 - 앤더슨 역
- 2012년 《삼총사》 - 아토스 역
- 2013년 《레베카》- 막심 드 윈터 역
- 2013년 《그날들》- 차정학 역
- 2013년 《삼총사》- 아토스 역
- 2014년 《삼총사》- 아토스 역
- 2014년 《프랑켄슈타인》- 빅터 프랑켄슈타인/자크 역
- 2014년 《그날들》- 차정학 역
- 2015년 《로빈훗》- 로빈훗 역
- 2015년 《프랑켄슈타인》- 빅터 프랑켄슈타인/자크 역
- 2016년 《그날들》- 차정학 역
- 2017년 《벤허》- 유다 벤허 역
- 2018년 《삼총사》- 아토스 역
- 2018년 《바넘 : 위대한 쇼맨》- 피니어스 테일러 바험 역
- 2018년 《그날들》- 차정학 역
- 2019년 《그날들》 - 차정학 역
- 2019년 《영웅본색》 - 송자호 역
- 2020년 《그날들》 - 차정학 역
- 2021년 《비틀쥬스》 - 비틀쥬스 역
- 2023년 《그날들》 - 차정학 역
- 2024년 《프랑켄슈타인》- 빅터 프랑켄슈타인/자크 역
- 2024년 《스윙 데이즈_암호명 A》- 유일형 역

## 방송

### 예능
- 1996년 SBS 《도전 불가능은 없다》
- 1997년 KBS2 《가족오락관》
- 2001년 MBC 《스타스페셜》
- 2003년 MBC 《일밤 - 박수홍의 온리유》
- 2003년 SBS 《좋은 아침》
- 2007년 SBS 《야심만만》
- 2007년 KBS2 《해피투게더 프렌즈》
- 2007년 SBS 《스페셜 - 포옹》
- 2007년 MBC 《창사 46주년 자연다큐맨터리 탕가니카의 침팬지들》 내레이션
- 2008년 SBS 《김정은의 초콜릿》
- 2011년 SBS 《힐링캠프, 기쁘지 아니한가》
- 2012년 KBS2 《김승우의 승승장구》
- 2012년 12월 31일 KBS 연기대상 MC
- 2013년 MBC 《무릎팍도사》
- 2014년 MBC 《진짜 사나이》
- 2016년 SBS 《2016 희망TV SBS》
- 2017년 JTBC 《아는 형님》
- 2018년 SBS 《집사부일체》
- 2019년 MBC 《같이 펀딩》
- 2020년 JTBC 《한끼줍쇼》- 159회 게스트 (이장우와 함께 출연)
- 2020년 JTBC 《아는 형님》
- 2023년 KBS2 《더 시즌즈 - 최정훈의 밤의 공원》
- 2024년 TV CHOSUN 《식객 허영만의 백반기행》 - 254회 게스트
- 2024년 tvN 《도레미 마켓》
- 2024년 SBS 《신발벗고 돌싱포맨》

### 뉴스
- 2011년 9월 5일 YTN 《뉴스N이슈 이슈앤피플》 - 게스트
- 2013년 12월 19일 YTN 《호준석의 뉴스 人 화제 인》 - 게스트
- 2021년 7월 2일 YTN 《뉴스라이더》 - 게스트

### 광고
- 오리온 오감자
- 팔도 비빔면
- 롯데하이마트
- 일동제약 (아로나민골드, 비오비타, 아로나민 씨플러스, 메디폼 등)
- 신협중앙회
- 웅진씽크빅
- 일동후디스 아기밀 순유기농
- 한국토지주택공사
- 삼양바이오팜 니코스탑
- 엘레강스스포츠
- 하나카드
- 롯데제과 꼬깔콘
- 하나은행
- 한국인삼공사 정관장
- 농심 (백산수, 라이스누들)
- 동서식품 오레오
- LG전자 로보킹
- CJ CGV
- NS홈쇼핑
- 불스원 에어컨필터
- 웅진식품 자연은 지중해햇살
- 부산은행
- 대웅제약 우루사
- 2018 조용필&위대한탄생 50주년 전국투어 콘서트 - 내레이션

## 수상 및 후보
| 연고 | 시상식                                    | 부문                             | 작품                   | 결과 |
| ---- | ----------------------------------------- | -------------------------------- | ---------------------- | ---- |
| 2001 | MBC 연기대상                              | 남자 우수연기상                  | 여우와 솜사탕          | 수상 |
| 2001 | MBC 연기대상                              | 남자 인기상                      | 여우와 솜사탕          | 수상 |
| 2002 | 제8회 한국뮤지컬대상                      | 남우주연상                       | 더 플레이              | 수상 |
| 2002 | MBC 연기대상                              | 남자 인기상                      | 어사 박문수            | 수상 |
| 2004 | MBC 연기대상                              | 남자 우수연기상                  | 결혼하고 싶은 여자     | 후보 |
| 2005 | SBS 연기대상                              | 연속극부문 남자 연기상           | 토지                   | 수상 |
| 2006 | 제40회 납세자의 날                        | 국무총리 표장                    | 빈칸                   | 수상 |
| 2007 | SBS 연기대상                              | 미니시리즈부문 남자 연기상       | 강남엄마 따라잡기      | 수상 |
| 2008 | 제45회 대종상                             | 남우조연상                       | 리턴                   | 수상 |
| 2009 | 제3회 대구국제뮤지컬페스티벌 딤프 어워즈  | 올해의 스타상                    | 빈칸                   | 수상 |
| 2010 | 제18회 이천춘사대상영화제                 | 남우조연상                       | 이끼                   | 수상 |
| 2010 | 제19회 부일영화상                         | 남우조연상                       | 하하하                 | 수상 |
| 2010 | 제31회 청룡영화상                         | 남우조연상                       | 이끼                   | 후보 |
| 2011 | 제12회 부산영화평론가협회상               | 남자연기자상                     | 북촌방향               | 수상 |
| 2012 | 제5회 스타일 아이콘 어워즈                | 10대 스타일 아이콘상             | 빈칸                   | 수상 |
| 2012 | 한국광고주대회                            | 광고주가 뽑은 좋은 모델상        | 빈칸                   | 수상 |
| 2012 | 제5회 코리아 드라마 어워즈                | 남자 최우수연기상                | 넝쿨째 굴러온 당신     | 후보 |
| 2012 | 제21회 부일영화상                         | 남우주연상                       | 다른 나라에서          | 후보 |
| 2012 | 제49회 대종상                             | 남우조연상                       | 다른 나라에서          | 후보 |
| 2012 | 제1회 에이판 스타 어워즈                  | 남자 우수연기상                  | 넝쿨째 굴러온 당신     | 수상 |
| 2012 | 제1회 에이판 스타 어워즈                  | 최고 인기상                      | 넝쿨째 굴러온 당신     | 수상 |
| 2012 | KBS 연기대상                              | 남자 최우수연기상                | 넝쿨째 굴러온 당신     | 수상 |
| 2012 | KBS 연기대상                              | 장편드라마부문 남자 우수연기상   | 넝쿨째 굴러온 당신     | 후보 |
| 2012 | KBS 연기대상                              | 남자 네티즌상                    | 넝쿨째 굴러온 당신     | 후보 |
| 2012 | KBS 연기대상                              | 베스트 커플상 (with 김남주)      | 넝쿨째 굴러온 당신     | 수상 |
| 2013 | 제25회 한국PD대상                         | 탤런트부문 출연자상              | 넝쿨째 굴러온 당신     | 수상 |
| 2013 | 제49회 백상예술대상                       | TV부문 남자 최우수연기상         | 넝쿨째 굴러온 당신     | 후보 |
| 2013 | 제50회 대종상                             | 남우조연상                       | 전설의 주먹            | 후보 |
| 2013 | SBS 연기대상                              | 미니시리즈부문 남자 최우수연기상 | 출생의 비밀            | 후보 |
| 2014 | 제8회 대구국제뮤지컬페스티벌 딤프 어워즈  | 올해의 스타상                    | 빈칸                   | 수상 |
| 2015 | 제9회 대구국제뮤지컬페스티벌 딤프 어워즈  | 올해의 스타상                    | 빈칸                   | 수상 |
| 2015 | 제4회 서울뮤지컬페스티벌 예그린어워즈     | 올해의 배우상                    | 빈칸                   | 수상 |
| 2015 | OBS 독특한 연예뉴스                       | 시청자가 뽑은 핫 아이콘상        | 빈칸                   | 수상 |
| 2015 | 제8회 코리아 드라마 어워즈                | 남자 최우수연기상                | 풍문으로 들었소        | 후보 |
| 2015 | 제4회 에이판 스타 어워즈                  | 중편드라마부문 남자 최우수연기상 | 풍문으로 들었소        | 후보 |
| 2015 | SBS 연기대상                              | 중편드라마부문 남자 최우수연기상 | 풍문으로 들었소        | 수상 |
| 2016 | 제3회 들꽃영화상                          | 남우조연상                       | 지금은맞고그때는틀리다 | 후보 |
| 2017 | SBS 연기대상                              | 월화드라마부문 남자 우수연기상   | 조작                   | 후보 |
| 2018 | 제12회 대구국제뮤지컬페스티벌 딤프 어워즈 | 올해의 스타상                    | 빈칸                   | 수상 |
| 2019 | MBC 방송연예대상                          | 멀티테이너상                     | 같이 펀딩              | 수상 |
| 2019 | KBS 연기대상                              | 대상                             | 왜그래 풍상씨          | 후보 |
| 2019 | KBS 연기대상                              | 남자 최우수연기상                | 왜그래 풍상씨          | 수상 |
| 2019 | KBS 연기대상                              | 미니시리즈부문 남자 우수연기상   | 왜그래 풍상씨          | 후보 |
| 2019 | KBS 연기대상                              | 남자 네티즌상                    | 왜그래 풍상씨          | 후보 |
| 2019 | KBS 연기대상                              | 베스트 커플상 (with 신동미)      | 왜그래 풍상씨          | 수상 |
| 2021 | 올해의 예술후원인대상                     | 개인기부 부문                    | 빈칸                   | 수상 |
| 2024 | 제18회 대구국제뮤지컬페스티벌 딤프 어워즈 | 올해의 스타상                    | 빈칸                   | 수상 |
| 2025 | 제9회 한국뮤지컬어워즈                    | 남우주연상                       | 스윙 데이즈_암호명 A   | 후보 |